# Cultura bamana

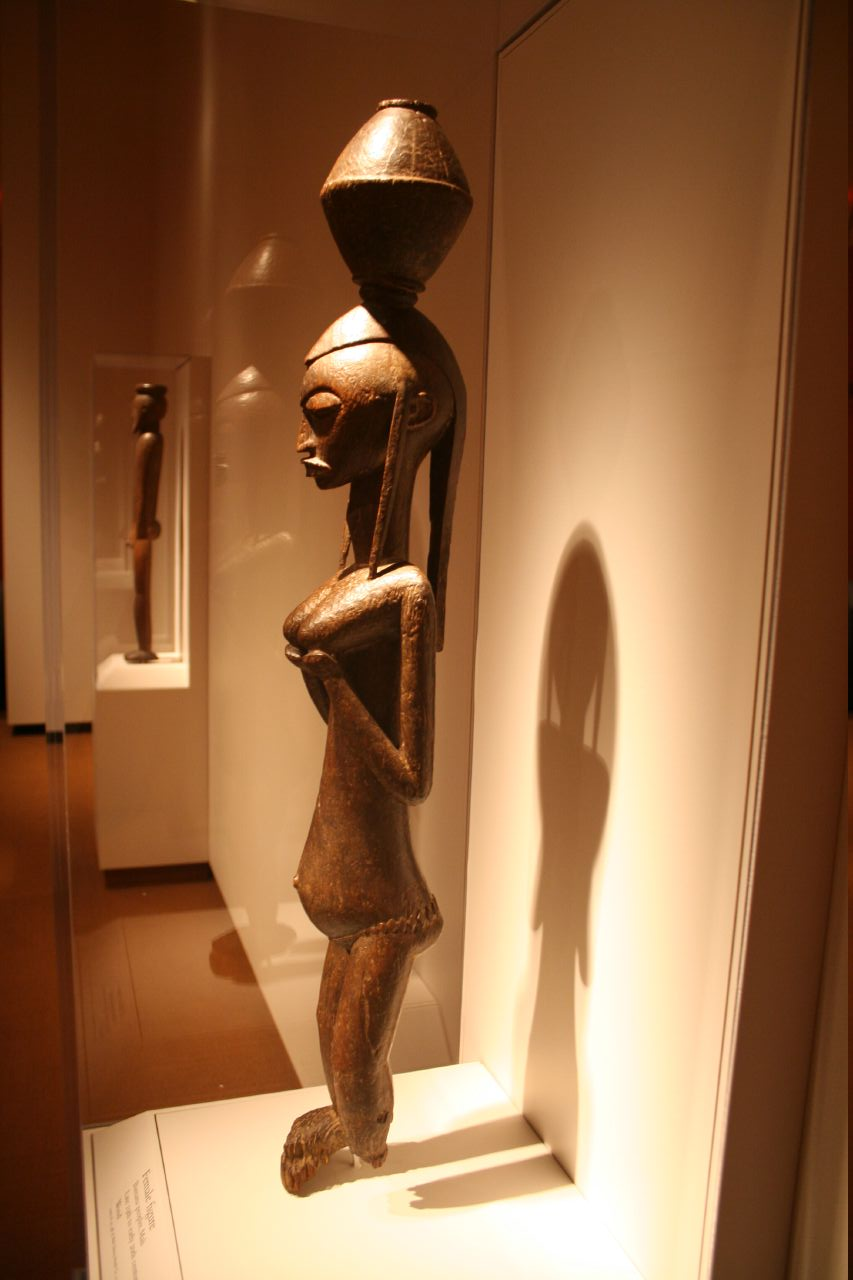
Escultura bamana, figura femenina, Smithsonian

La cultura bamana o bambara és una cultura africana compartida per uns 10 milions de persones a Mali, Burkina Faso, Senegal, Mauritània, Gàmbia i la Costa d'Ivori.

## Ètnia o cultura
Tot i que no existix una ètnia bamana, la utilitat de la classificació racial per als europeus del segle xix a efectes de dominació (i de la justificació moral d'aquesta), va comportar la pràctica invenció d'una ètnia bamana pels agents colonials francesos. Anomenaren a aquesta suposada ètnia bambara, tot i que 10 milions de parlants de la llengua bamana era massa gent per constituir una simple ètnia.En realitat, els darrers estudis ens diuen que quan parlem de "Bamana" o "Bambara", no estem fent referència a una ètnia, és a dir, a un grup humà amb trets distintius, sinó a un conjunt d'elles que compartixen sobretot una llengua. Però com sol passar en tota cultura, la llengua té un paper reeixit com aglutinador, de manera que, per extensió, tant des d'una perspectiva emic com etic (és a dir, des del punt de vista del nadiu com des del punt de vista de l'observador) es considera per bamana tota manifestació que es produïx dins de l'àmbit de parla de la llengua.

## Ubicació
"Bamana" o "Bambara" és, doncs, el nom d'una llengua i també d'una cultura que es troba a l'Oest de l'Àfrica dins del territori conegut com el Sahel i al voltant del riu Niger i que es repartix dins dels diferents estats africans que els europeus crearen atenent als seus interessos: Mali, Burkina Faso, Senegal, Mauritània, Gàmbia i la Costa d'Ivori. Dels quals, és Mali el que acull una major presència bamana. De fet, allí la llengua bamana és la llengua autòctona més parlada.

## Bamana, bambara i altres denominacions
Les denominacions més conegudes que s'utilitzen sovint són bamana i bambara les quals es poden considerar sinònimes. A més a més, existixen d'altres com Bamanaia, bamanakan o baumana. Sens dubte, açò es deu al caràcter no fixat de la llengua Bamana. Tot i això, es poden fer alguns aclariments. Bamana era la denominació tradicional que es donaven els membres d'aquesta cultura, mentre que cal tenir en compte que Bambara és una forma francesa de l'època colonial que prové de la deformació del primer nom que els informadors peul, àrabs o berbers transmeteren als europeus. La supremacia francesa i occidental en la zona, ha fet també que, això no obstant, aquesta denominació sia hui la més coneguda.
A banda d'aquestes bamanakan també s'utilitza sovint però té el significat específic de referir-se a la llengua, ja que kan en bamana és llengua. Això no obstant, el desconeixement occidental provoca confusions.
Finalment, és important distingir entre Bamana i Bamanaia. Exactament Bamanaia significa el fet de ser bamana, és a dir, el fet no sols d'estar adscrit, sinó de sentir-se adscrit a la cultura bamana, la qual cosa comportaria parlar la llengua i compartir una determinada visió del món i una sèrie de maneres rituals d'interaccionar amb ell.

## Història
Entre els pobles islamitzats d'Àfrica, el terme bamana, feia referència a una massa guerrers pagans que habitava en la zona del Niger. Després de la caiguda de l'Imperi de Mali del qual els europeus tenien notícies fins al Renaixement, en la zona se succeïren diferents dominis polítics, fins que cap al segle xvii, s'establiren els Regnes de Ségou i Kaarta. Els bamana i la seua cultura es troben vinculats directament a aquests regnes els quals es caracteritzaven per una cultura basada en una religió politeista. Els regnes de Ségou i Kaarta s'oposaren fèrriament a l'avanç de l'Islam fins a principis del segle xix, en que foren sotmesos. Poc de temps després, però, començà la colonització europea. És sens dubte per aquest motiu que l'Islam no aconseguí imposar-se a tota la població com en altres zones on la seua presència fou més duradora.

## Situació actual de la cultura bamana
Els bamana han tingut, més aviat, una existència ahistòrica i no tenen una consciència clara de la seua història com a poble. A això contribuix en gran manera que la seua cosmovisió del món se sustenta en el que Lyotard va anomenar metarrelats: relats que establixen un ordre cíclic i repetitiu del temps i que donen sentit a un grup humà. A més de tot això, cal tindre present que la llengua bamana és fonamentalment oral i no va començar a escriure's fins als anys 30 del segle xx.
Tenint en compte tot això i el contacte amb altres manifestacions culturals i les diferents influències històriques, especialment l'islam, el resultat és un conglomerat prou obert i canviant de manifestacions culturals que, això sí, tenen un "aire de família", en el qual es mostra, això no obstant, la vitalitat d'aquesta cultura que ha sobreviscut a l'Islam i al càstig de l'ocupació colonial dels segles XIX i XX.
Tot plegat actualment estaríem parlant d'uns 2 milions de persones que no sols parlen i realitzen pràctiques bamana, sinó que són bamanaies.

## Economia
La cultura bamana és fonamentalment agrícola. Viuen sobretot del mill, però també de la melca, la iuca i xufa. També són ramaders, excel·lents artesans i recol·lectors de mel.
Així molts dels rituals tradicionals de la cultura bamana estan vinculats a l'agricultura: són cultes que cerquen la fertilitat del camp, com les danses de les famoses cimeres Ci-Uara.
El canvi climàtic i la desertització, però, ha provocat l'assecament de llacs i altres zones humides. El resultat és la desaparició d'un mitjà de vida, però també de la cultura bamana tradicional que anava aparellada.

## Organització social
No hi ha divisió del treball sobre la base del gènere. A pesar d'això les dones tenen un paper
destacat i són temudes, ja que se les considera dipositàries de forces màgiques. Precisament pel mateix motiu, s'organitzen els homes en les anomenades societats bamana. Tot i això, la família és molt important, però no és entesa a la manera occidental. Els membres d'una família s'organitzen al voltant de llinatges (familia extensa) en la Gwa o casa, en la que poden arribar a habitar 60 persones. El matrimoni és molt important, però cal tindre present que la poligàmia és freqüent i cada dona pot arribar a tindre uns 8 fills.
Com ja s'ha dit, cultura bamana ha estat tradicionalment oral, de manera que l'alfabetització és sustentada sols per les escoles islàmiques que se centren, òbviament en l'àrab i no la llengua bamana, per a la qual, no es va idear un alfabet fins als anys 30 del passat segle.

## Religió
El 73% de la població són musulmans i 27% practica la religió tradicional bamana. Cal tindre en compte, però, que no són separacions estanc, a pesar de la rivalitat històrica entre totes dues. El cas és que l'Islam no ha pogut desterrar els cultes politeistes dels bamana i no ha tingut més remei que conviure amb ells.
La religió tradicional bamana és politeista, però, malgrat açò, es pot destacar entre tots els deus a Faro. Aquest és la tercera divinitat que apareix en les narracions mitològiques sobre la creació entre els bamana. Faro és el déu de l'aigua i és, alhora el doble de totes les coses. Es tracta d'una divinitat que aglutina els oposats (de fet és mascle i femella) i que està al principi de totes les coses.
Altres divinitats articulen al voltant seu la societat bamana, mitjançant el que s'anomena les societats del Jow que són societat d'iniciació en les creences i ritus bamana com, per exemple, els Komo, Kono, Koré, Ci-Uara, etc.